# Guilá Naquitz
Guilá Naquitz —o Güilá Naquitz— es una caverna localizada en el extremo oriental de los Valles Centrales de Oaxaca (México). Su importancia histórica radica en el hecho de que se trata de uno de los sitios de donde proceden las evidencias más antiguas del consumo del teocintle y el proceso de domesticación de esta planta para producir finalmente el maíz moderno. La cueva de Guilá Naquitz parece haber sido ocupada por campamentos estacionarios de otoño de grupos de nómadas de cazadores-recolectores, aproximadamente entre los años 8000 y 6500 a. C. 
En 2010 fue declarada Patrimonio de la humanidad por la Unesco como parte de un conjunto de bienes que incluye las zonas arqueológicas de Yagul y Mitla, así como otras cavernas en las inmediaciones de esos sitios. 